# Джек Бауерс
Джек Бауерс (англ. Jack Bowers, нар. 22 лютого 1908, Сканторп — пом. 4 липня 1970, Лічфілд) — англійський футболіст, що грав на позиції нападника.
Виступав, зокрема, за клуби «Дербі Каунті» та «Лестер Сіті», а також національну збірну Англії.

## Клубна кар'єра
У дорослому футболі дебютував 1927 року виступами за команду клубу з рідного міста «Сканторп Юнайтед», в якій провів один сезон. 
Своєю грою за цю команду привернув увагу представників тренерського штабу клубу «Дербі Каунті», до складу якого приєднався 1928 року. Відіграв за клуб з Дербі наступні вісім сезонів своєї ігрової кар'єри. Більшість часу, проведеного у складі «Дербі Каунті», був основним гравцем атакувальної ланки команди. У складі «Дербі Каунті» був одним з головних бомбардирів команди, маючи середню результативність на рівні 0,82 голу за гру першості. Двічі поспіль, в сезонах 1932/33 і 1933/34 ставав найкращим бомбардиром англійської футбольної першості відповідно з 35 та 34 голами.
1936 року перейшов до клубу «Лестер Сіті», за який відіграв 3 сезони.  Граючи у складі «Лестер Сіті» також здебільшого виходив на поле в основному складі команди. В новому клубі був серед найкращих голеодорів, забивши 52 голи у 79 матчах першості. Завершив професійну кар'єру футболіста виступами за команду «Лестер Сіті» у 1939 році.
Помер 4 липня 1970 року на 63-му році життя у місті Лічфілд.

## Виступи за збірну
1933 року дебютував в офіційних матчах у складі національної збірної Англії. Протягом кар'єри у національній команді, яка тривала усього 2 роки, провів у формі головної команди країни 3 матчі, забивши 2 голи.

## Титули і досягнення
- Найкращий бомбардир чемпіонату Англії (2): 1932–33 (35 голів), 1933–34 (34 голи)